# Сомхишвили, Георгий Шотаевич
Георгий Шотаевич Сомхишвили (7 февраля 1986, СССР — 3 июля 2021, Москва) — российский игрок в мини-футбол. Выступал за сборную России по мини-футболу.

## Биография
Сомхишвили дебютировал в составе ЦСКА в сезоне 2002/03, после чего выступал за армейцев на протяжении восьми лет. Летом 2010 года перешёл в югорский клуб «Газпром-Югра». К моменту перехода он уступал по количеству проведённых за ЦСКА матчей лишь Сергею Сергееву. После половины сезона был отдан в аренду подмосковным «Мытищам».
В 2007 году провёл два матча за сборную России по мини-футболу.
Погиб 3 июля 2021 года в Москве.